# Erika Lechner
Erika Lechner   (Meransen, 28 de maig de 1947) és una conductora de luge italiana, ja retirada, que va competir durant les dècades de 1960 i 1970.
El 1968 va prendre part en els Jocs Olímpics d'Hivern de Grenoble, on guanyà la medalla d'or en la prova individual del programa de luge. Quatre anys més tard, als Jocs de Sapporo, abandonà en la mateixa prova.
En el seu palmarès també destaquen una medalla de plata al Campionat del món de luge i una d'or al Campionat d'Europa.